# HD 160910
HD 160910，又名BD+16 3256，SAO 103033、HR 6594，是一颗恒星，视星等为5.52，位于銀經40，銀緯22.38，其B1900.0坐标为赤經17h 37m 29.3s，赤緯+15° 22.38′ 54″。